# Чемпіонат світу з лижних видів спорту 2015
Чемпіонат світу з лижних видів спорту 2015 року проходив з 18 лютого по 1 березня в Фалуні, Швеція. Фалун приймав чемпіонат світу вчетверте. До програми чемпіонату входили змагання з бігу на лижах, лижного двоборства та стрибків з трампліна. 

## Чемпіони та призери

### Таблиця медалей
| Місце  | Країна    | Золото | Срібло | Бронза | Загалом |
| ------ | --------- | ------ | ------ | ------ | ------- |
| 1      | Норвегія  | 11     | 4      | 5      | 20      |
| 2      | Німеччина | 5      | 2      | 1      | 8       |
| 3      | Швеція    | 2      | 4      | 3      | 9       |
| 4      | Франція   | 1      | 2      | 3      | 6       |
| 5      | Австрія   | 1      | 2      | 2      | 5       |
| 6      | Росія     | 1      | 1      | 0      | 2       |
| 7      | Канада    | 0      | 1      | 1      | 2       |
| 7      | Італія    | 0      | 1      | 1      | 2       |
| 7      | Японія    | 0      | 1      | 1      | 2       |
| 7      | США       | 0      | 1      | 1      | 2       |
| 11     | Чехія     | 0      | 1      | 0      | 1       |
| 11     | Швейцарія | 0      | 1      | 0      | 1       |
| 13     | Польща    | 0      | 0      | 2      | 2       |
| 14     | Фінляндія | 0      | 0      | 1      | 1       |
| Всього | Всього    | 21     | 21     | 21     | 63      |

### Лижні перегони

#### Чоловіки
| Дисципліна             | Золото                                                             | Золото    | Срібло                                                                   | Срібло    | Бронза                                                               | Бронза    |
| ---------------------- | ------------------------------------------------------------------ | --------- | ------------------------------------------------------------------------ | --------- | -------------------------------------------------------------------- | --------- |
| 15 км вільним стилем   | Юхан Ульссон Швеція                                                | 35:01.6   | Моріс Маніфіка Франція                                                   | 35:19.4   | Андерс Глерсен Норвегія                                              | 35:20.8   |
| Скіатлон 30 км         | Максим Вилегжанін Росія                                            | 1:16:25.9 | Даріо Колонья Швейцарія                                                  | 1:16:26.3 | Алекс Гарві Канада                                                   | 1:16:27.5 |
| 50 км класичним стилем | Петтер Нортуг Норвегія                                             | 2:26:02.1 | Лукаш Бауер Чехія                                                        | 2:26:03.8 | Юхан Ульссон Швеція                                                  | 2:26:04.1 |
| Естафета 4 × 10 км     | Норвегія Ніклас Дюргауг Дідрік Тенсет Андерс Глерсен Петтер Нортуг | 1:34:18.5 | Швеція Даніель Рікардссон Юхан Ульссон Маркус Гельнер Калле Гальфварссон | 1:34:19.1 | Франція Жан-Марк Гаяр Моріс Маніфіка Робен Дювіллар Адріан Бакшейдер | 1:34:27.4 |
| Спринт                 | Петтер Нортуг Норвегія                                             | 3:02.35   | Алекс Гарві Канада                                                       | 3:02.4    | Ула Віген Гаттестад Норвегія                                         | 3:02.7    |
| Командний спринт       | Норвегія Фінн Гоген Круг Петтер Нортуг                             | 15:32.89  | Росія Олексій Пєтухов Микита Крюков                                      | 15:38.53  | Італія Дітмар Неклер Федеріко Пеллегріно                             | 15:38.62  |

#### Жінки
| Дисципліна             | Золото                                                                    | Золото    | Срібло                                                           | Срібло    | Бронза                                                                               | Бронза    |
| ---------------------- | ------------------------------------------------------------------------- | --------- | ---------------------------------------------------------------- | --------- | ------------------------------------------------------------------------------------ | --------- |
| 10 км вільним стилем   | Шарлотта Калла Швеція                                                     | 25:08.8   | Джессіка Діггінс США                                             | 25:49.8   | Кейтлін Комптон Грегг США                                                            | 25:55.7   |
| Скіатлон 15 км         | Терезе Йогауг Норвегія                                                    | 40:57.6   | Астрід Уренгольдт Якобсен Норвегія                               | 41:03.3   | Шарлотта Калла Швеція                                                                | 41:03.6   |
| 30 км класичним стилем | Терезе Йогауг Норвегія                                                    | 1:24:47.0 | Маріт Бйорген Норвегія                                           | 1:25:39.3 | Шарлотта Калла Швеція                                                                | 1:26:18.6 |
| Естафета 4 × 5 км      | Норвегія Гейді Венг Терезе Йогауг Астрід Уренгольдт Якобсен Маріт Бйорген | 49:04.7   | Швеція Софія Блекур Шарлотта Калла Марія Рюдквіст Стіна Нільссон | 49:33.9   | Фінляндія Айно-Кайса Саарінен Кертту Нісканен Рійтта-Лійса Ропонен Кріста Пярмякоскі | 49:35.6   |
| Спринт                 | Маріт Бйорген Норвегія                                                    | 3:26.63   | Стіна Нільссон Швеція                                            | 3:27.5    | Майкен Касперсен Фалла Норвегія                                                      | 3:27.62   |
| Командний спринт       | Норвегія Інгвілд Флугстад Естберг Майкен Касперсен Фалла                  | 14:29.57  | Швеція Іда Інгемарсдоттер Стіна Нільссон                         | 14:37.74  | Польща Юстина Ковальчик Сильвія Яшковець                                             | 14:38.5   |

### Лижне двоборство
| Дисципліна                                    | Золото                                                              | Золото  | Срібло                                                            | Срібло  | Бронза                                                                | Бронза  |
| --------------------------------------------- | ------------------------------------------------------------------- | ------- | ----------------------------------------------------------------- | ------- | --------------------------------------------------------------------- | ------- |
| Особисті, великий трамплін/10 км              | Бернгард Грубер Австрія                                             | 22:45.8 | Франсуа Бро Франція                                               | 22:57.7 | Йоганнес Рідзек Німеччина                                             | 23:00.7 |
| Особисті, нормальний трамплін/10 км           | Йоганнес Рідцек Німеччина                                           | 26:38.9 | Алессандро Піттін Італія                                          | 26:40.2 | Джейсон Ламі-Шаппюї Франція                                           | 26:43.9 |
| Командні, номальний трамплін/4 × 5 км         | Німеччина Тіно Едельманн Ерік Френцель Фабіан Рісле Йоганнес Рідзек | 44:20.7 | Норвегія Магнус Моан Говард Клеметсен Мікко Кокслієн Юрген Гробак | 44:43.8 | Франція Франсуа Бро Максім Лаерт Себастьян Лакруа Джейсон Ламі-Шаппюї | 45:00.3 |
| Командний спринт, великий трамплін/2 × 7,5 км | Франція Франсуа Бро Джейсон Ламі-Шаппюї                             | 38:31.6 | Німеччина Ерік Френцель Йоганнес Рідзек                           | 38:34.3 | Норвегія Магнус Моан Говард Клеметсен                                 | 38:51.0 |

### Стрибки з трампліна

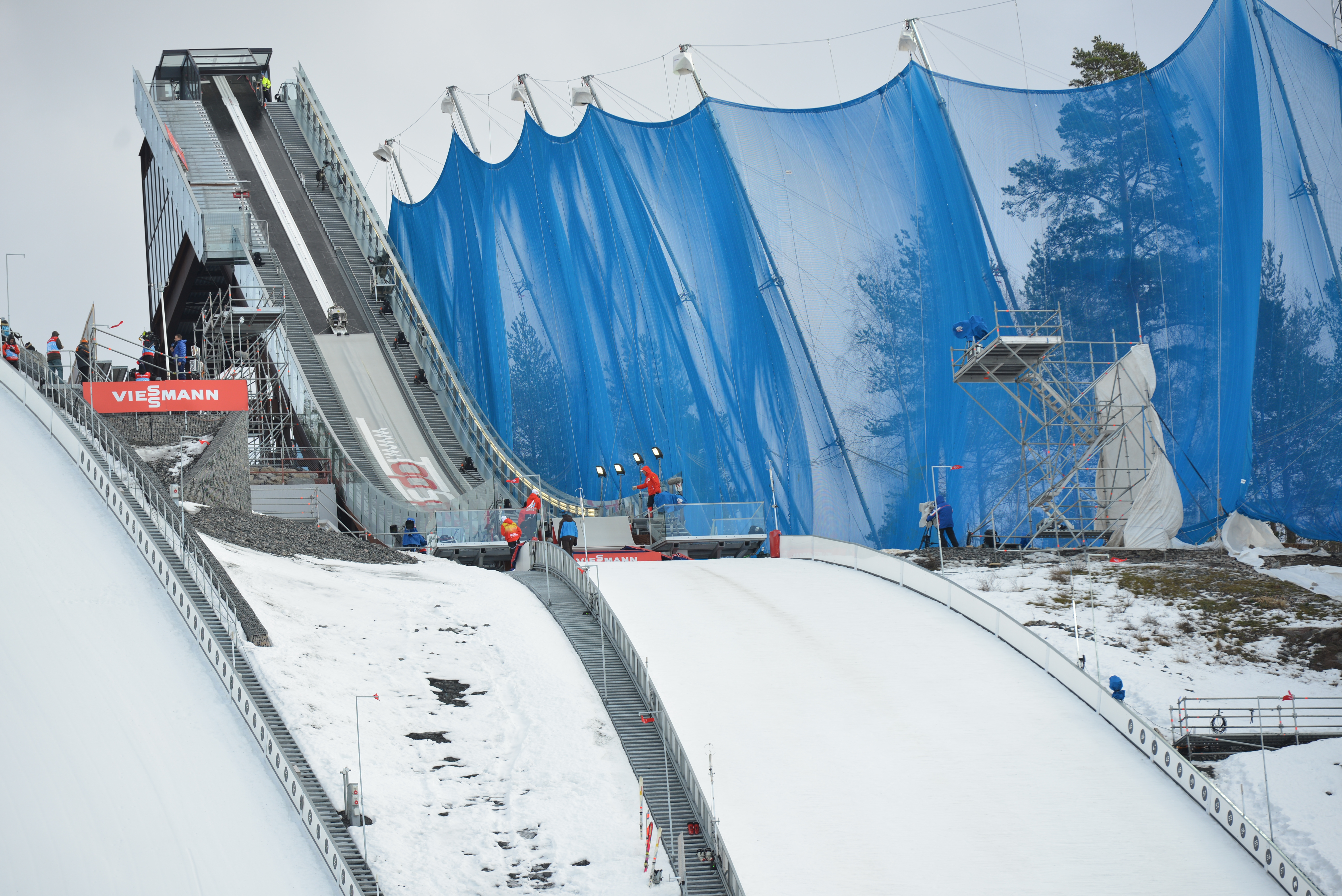
Нормальний трамплін.

#### Чоловіки
| Дисципліна                 | Золото                                                              | Золото | Срібло                                                                   | Срібло | Бронза                                                   | Бронза |
| -------------------------- | ------------------------------------------------------------------- | ------ | ------------------------------------------------------------------------ | ------ | -------------------------------------------------------- | ------ |
| Нормальний трамлін         | Руне Вельта Норвегія                                                | 252.7  | Зеверін Фройнд Німеччина                                                 | 252.3  | Штефан Крафт Австрія                                     | 248.3  |
| Великий трамлін            | Зеверін Фройнд Німеччина                                            | 268.7  | Грегор Шліренцауер Австрія                                               | 246.4  | Руне Вельта Норвегія                                     | 242.9  |
| Командні, великий трамплін | Норвегія Андерс Бардаль Андерс Якобсен Андерс Фаннемель Руне Вельта | 872.6  | Австрія Штефан Крафт Міхаель Гайбек Мануель Поппінгер Грегор Шліренцауер | 853.2  | Польща Пйотр Жила Клеменс Муранька Ян Зьобро Каміль Стох | 848.1  |

#### Жінки
| Дисципліна                    | Золото                | Золото | Срібло         | Срібло | Бронза                        | Бронза |
| ----------------------------- | --------------------- | ------ | -------------- | ------ | ----------------------------- | ------ |
| Особисті, нормальний трамплін | Каріна Фогт Німеччина | 236.9  | Іто Юкі Японія | 235.1  | Даніела Ірашко-Штольц Австрія | 233.8  |

#### Змішані
| Дисципліна                           | Золото                                                                | Золото | Срібло                                                  | Срібло | Бронза                                                  | Бронза |
| ------------------------------------ | --------------------------------------------------------------------- | ------ | ------------------------------------------------------- | ------ | ------------------------------------------------------- | ------ |
| Змішана команда, нормальний трамплін | Німеччина Каріна Фогт Ріхард Фрайтаг Катаріна Альтгаус Зеверін Фройнд | 917.9  | Норвегія Ліне Яр Андерс Бардаль Марен Лунбю Руне Вельта | 915.6  | Японія Таканасі Сара Касай Норіакі Іто Юкі Такеуті Таку | 888.3  |

## Виноски
1. ↑  Men's 15 kilometre freestyle Results
2. ↑  Men's 30 kilometre pursuit Results
3. ↑  Men's 50 kilometre classical Results
4. ↑  Men's 4 × 10 kilometre relay Results
5. ↑  Men's sprint Results
6. ↑  Men's Team sprint Results
7. ↑  Women's 10 kilometre freestyle Results
8. ↑  Women's 15 kilometre pursuit Results
9. ↑  Women's 30 kilometre classical Results
10. ↑  Women's 4 × 5 kilometre relay Results
11. ↑  Women's sprint Results
12. ↑  Women's Team sprint Results
13. ↑  Individual large hill/10 km Results
14. ↑  Individual normal hill/10 km Results
15. ↑  Team normal hill/4 × 5 km Results
16. ↑  Team sprint large hill/2 × 7,5 km Results
17. ↑  Men's individual normal hill Results
18. ↑  Individual large hill Results
19. ↑  Team large hill Results
20. ↑  Women's individual normal hill Results
21. ↑  Mixed team normal hill Results